# مارك دوجان
مارك دوجان (بالفرنسية: Marc Dugain) ولد في 3 مايو 1957 بالسنغال، وهو روائي ومخرج أفلام فرنسي.

## روابط خارجية
- مارك دوجان على موقع IMDb (الإنجليزية)
- مارك دوجان على موقع ألو سيني (الفرنسية)
- مارك دوجان على موقع قاعدة بيانات الفيلم (الإنجليزية)